# 康斯坦丁·格尔克
康斯坦丁·格尔克（羅馬尼亞語：Constantin Gâlcă，1972年3月8日—），罗马尼亚男子足球运动员，司职中场。他曾代表罗马尼亚参加1994年和1998年国际足联世界杯，其中1994年世界杯止步八强，1998年世界杯止步十六强。